# Tetraommatus nigriceps
Tetraommatus nigriceps är en skalbaggsart som beskrevs av Francis Polkinghorne Pascoe 1869. Tetraommatus nigriceps ingår i släktet Tetraommatus och familjen långhorningar.
Artens utbredningsområde är Myanmar. Inga underarter finns listade i Catalogue of Life.